# Kállósemjén
Kállósemjén is een plaats (nagyközség) en gemeente in het Hongaarse comitaat Szabolcs-Szatmár-Bereg. Kállósemjén telt 3981 inwoners (2001).

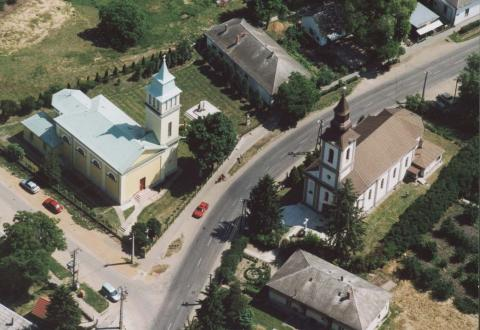
Kállósemjén vanuit de lucht gezien.